# Melvin Manhoef
Melvin Manhoef est un combattant néerlando-surinamais né à Paramaribo le 11 mai 1976.
Il se bat pour l'organisation de mixed martial arts Bellator MMA ; par le passé, il était champion des poids mi-lourds dans la promotion Cage Rage au Royaume-Uni et a également combattu dans les fédérations Strikeforce et Dream.
En tant que kickboxer, il a pris part à plusieurs tournois K-1 et a été le dernier champion poids moyen de l'organisation It's  Showtime.
Il possède le plus haut pourcentage de victoires par KO (92,59 %), avec 25 victoires par KO dans les 27 matchs dont il est sorti vainqueur.

## Palmarès en MMA
| Résultat   | Record      | Adversaire           | Méthode                                   | Événement                                       | Date              | Round | Temps | Lieu                                   | Notes |
| ---------- | ----------- | -------------------- | ----------------------------------------- | ----------------------------------------------- | ----------------- | ----- | ----- | -------------------------------------- | --- |
| Défaite    | 30–13-1 (1) | Rafael Carvalho      | Décision partagée                         | Bellator 140: Carvalho vs. Manhoef              | 20 mai 2016       | 5     | 5:00  | Boise, Idaho, États-Unis               | Pour le titre des poids moyens du Bellator |
| Victoire   | 30–12–1 (2) | Hisaki Kato          | KO (coup de poing)                        | Bellator 146: Kato vs. Manhoef                  | 20 novembre 2015  | 1     | 3:43  | Thackerville, Oklahoma, États-Unis     | |
| No contest | 29–11–1 (2) | Alexander Shlemenko  | KO (coup de poing)                        | Bellator 133: Shelemenko vs. Manhoef            | 13 février 2015   | 2     | 1:25  | Fresno, Californie, États-Unis         | Initialement c'est une victoire par KO d'Alexander Shlemenko. Mais le résultat a été tourné en no contest à la suite du contrôle positif de Shlemenko aux stéroïdes anabolisants. |
| Défaite    | 29–12–1 (1) | Joe Schilling        | KO (coups de poing)                       | Bellator 131: Tito vs. Bonnar                   | 15 novembre 2014  | 2     | 0:32  | San Diego, Californie, États-Unis      | |
| Victoire   | 29–11–1 (1) | Doug Marshall        | KO (coup de poing)                        | Bellator 125: Marshall vs. Manhoef              | 19 septembre 2014 | 1     | 1:45  | Fresno, Californie, États-Unis         | Retour en division poids moyens |
| Victoire   | 28–11–1 (1) | Evangelista Santos   | TKO (coups de poing)                      | Gringo Super Fight 10                           | 27 avril 2014     | 1     | 0:46  | Rio de Janeiro, Brésil                 | Gagne le titre Gringo Super Fight Welterweight |
| Défaite    | 27–11–1 (1) | Mamed Khalidov       | Soumission (étranglement en guillotine)   | Konfrontacja Sztuk Walki events (KSW 23)        | 8 juin 2013       | 1     | 2:09  | Gdansk, Ergo Arena, Pologne            | Khalidov échoue à la pesée |
| Défaite    | 27–10–1 (1) | Brock Larson         | Décision (unanime)                        | ONE FC Events: Kings and champions              | 5 avril 2013      | 3     | 5:00  | Singapour Indoor Stadium               | |
| Victoire   | 27–9–1 (1)  | Denis Kang           | TKO (coups de genoux)                     | Dream 18                                        | 31 décembre 2012  | 1     | 0:50  | Saitama Super Arena, Saitama, Japon    | |
| Victoire   | 26–9–1 (1)  | Ryo Kawamura         | KO (coups de poing)                       | ONE FC Events: Rise of Kings                    | 6 octobre 2012    | 1     | 4:40  | Kallang, Singapour                     | |
| Victoire   | 25–9–1 (1)  | Jae Young Kim        | Décision (partagée)                       | Road FC 9: Beatdown                             | 15 septembre 2012 | 3     | 5:00  | Wonju Chiak Indoor Gym, Corée du Sud   | |
| No contest | 24–9–1 (1)  | Yoshiyuki Nakanishi  | NC (blessure accidentelle)                | ONE FC Events: War of the Lions                 | 31 mars 2012      | 1     | 2:08  | Kallang, Singapour                     | Une entaille sur la jambe de Manhoef le met dans l'impossibilité de continuer le combat                                                                                           |
| Défaite    | 24–9–1      | Tim Kennedy          | Soumission (étranglement sanguin arrière) | Strikeforce: Feijao vs. Henderson               | 5 mars 2011       | 1     | 3:41  | Columbus, Ohio, États-Unis             | |
| Défaite    | 24–8–1      | Tatsuya Mizuno       | Soumission (clé d'épaule)                 | Dream 15                                        | 10 juillet 2010   | 1     | 7:23  | Saitama, Japon                         | Dream Light Heavyweight Grand Prix Demi-finale |
| Défaite    | 24–7–1      | Robbie Lawler        | KO (coups de poing)                       | Strikeforce: Miami                              | 30 janvier 2010   | 1     | 3:33  | Sunrise (Floride), Floride, États-Unis | |
| Victoire   | 24–6–1      | Kazuo Misaki         | TKO (coups de poing)                      | Dynamite!! 2009                                 | 31 décembre 2009  | 1     | 1:49  | Saitama, Japon                         | |
| Défaite    | 23–6–1      | Paulo Filho          | Soumission (clé de bras)                  | Dream 10                                        | 20 juillet 2009   | 1     | 2:35  | Saitama, Japon                         | |
| Victoire   | 23–5–1      | Mark Hunt            | KO (coups de poing)                       | Dynamite!! 2008                                 | 31 décembre 2008  | 1     | 0:18  | Saitama, Japon                         | Heavyweight bout |
| Défaite    | 22–5–1      | Gegard Mousasi       | Soumission (étranglement en triangle)     | Dream 6                                         | 23 septembre 2008 | 1     | 1:28  | Saitama, Japon                         | Dream Middleweight Grand Prix Demi-finale |
| Victoire   | 22–4–1      | Kazushi Sakuraba     | KO (coups de poing)                       | Dream 4                                         | 15 juin 2008      | 1     | 1:30  | Yokohama, Japon                        | Dream Middleweight Grand Prix Quart-de-finale |
| Victoire   | 21–4–1      | Dae Won Kim          | TKO (coups de poing et de genoux)         | Dream 3                                         | 11 mai 2008       | 1     | 4:08  | Saitama, Japon                         | Dream Middleweight Grand Prix Reserve bout |
| Victoire   | 20–4–1      | Yosuke Nishijima     | TKO (coups de poing)                      | K-1 PREMIUM 2007 Dynamite!!                     | 31 décembre 2007  | 1     | 1:49  | Osaka, Japon                           | |
| Victoire   | 19–4–1      | Fabio Silva          | TKO (coups de poing)                      | Hero's 10                                       | 17 septembre 2007 | 1     | 1:00  | Yokohama, Japon                        | |
| Victoire   | 18–4–1      | Bernard Ackah        | TKO (coups de poing)                      | Hero's 9                                        | 16 juillet 2007   | 1     | 2:13  | Yokohama, Japon                        | |
| Défaite    | 17–4–1      | Dong Sik Yoon        | Soumission (clé de bras)                  | K-1 Dynamite!! USA                              | 2 juin 2007       | 2     | 1:17  | Los Angeles, Californie, États-Unis    | |
| Victoire   | 17–3–1      | Yoshiki Takahashi    | TKO (coups de poing)                      | Hero's 8                                        | 12 mars 2007      | 1     | 2:36  | Nagoya, Japon                          | |
| Défaite    | 16–3–1      | Yoshihiro Akiyama    | Soumission (clé de bras)                  | Hero's 7                                        | 9 octobre 2006    | 1     | 1:58  | Yokohama, Japon                        | Hero's 2006 Light Heavyweight Grand Prix Finale |
| Victoire   | 16–2–1      | Shungo Oyama         | TKO (coups de poing)                      | Hero's 7                                        | 9 octobre 2006    | 1     | 1:04  | Yokohama, Japon                        | Hero's 2006 Light Heavyweight Grand Prix Demi-Finale |
| Victoire   | 15–2–1      | Crosley Gracie       | TKO (coups de poing)                      | Hero's 6                                        | 5 aout 2006       | 1     | 9:12  | Tokyo, Japon                           | Hero's 2006 Light Heavyweight Grand Prix Quart-de-finale |
| Victoire   | 14–2–1      | Ian Freeman          | KO (coups de poing)                       | Cage Rage 17                                    | 1er juillet 2006  | 1     | 0:17  | Londres, Angleterre                    | Défend le titre de champion de Cage Rage |
| Victoire   | 13–2–1      | Shungo Oyama         | TKO (coups)                               | Hero's 4                                        | 15 mars 2006      | 1     | 2:51  | Tokyo, Japon                           | |
| Victoire   | 12–2–1      | Evangelista Santos   | KO (coups de poing)                       | Cage Rage 15                                    | 4 février 2006    | 2     | 3:51  | Londres, Angleterre                    | Défend le titre de champion de Cage Rage |
| Victoire   | 11–2–1      | Fabio Piamonte       | KO (coups de poing)                       | Cage Rage 13                                    | 10 septembre 2005 | 1     | 0:51  | Londres, Angleterre                    | Gagne le titre de champion de Cage Rage 13 |
| Victoire   | 10–2–1      | Paul Cahoon          | TKO (coups de poing)                      | CFC 4 Cage Carnage                              | 3 juillet 2005    | 1     | N/A   | Liverpool, Angleterre                  | |
| Victoire   | 9–2–1       | Bob Schrijber        | Décision (unanime)                        | It's Showtime Boxing & MMA Event 2005 Amsterdam | 12 juin 2005      | 2     | 5:00  | Amsterdam, Pays-Bas                    | |
| Victoire   | 8–2–1       | Ladislav Zak         | TKO (arrêt du coin)                       | Queens Fight Night                              | 30 avril 2005     | 1     | 0:37  | Eindhoven, Pays-Bas                    | |
| Victoire   | 7–2–1       | Matthias Riccio      | TKO (coups de poing)                      | Cage Rage 10                                    | 26 février 2005   | 1     | 3:01  | Londres, Angleterre                    | |
| Défaite    | 6–2–1       | Rodney Glunder       | KO (coups de poing)                       | It's Showtime 2004 Amsterdam                    | 20 mai 2004       | 2     | 4:43  | Amsterdam, Pays-Bas                    | |
| Victoire   | 6–1–1       | Slavomir Molnar      | KO (coups de poing)                       | Heaven or Hell 4                                | 8 avril 2004      | 1     | N/A   | Prague, République tchèque             | |
| Victoire   | 5–1–1       | Alexandr Garkushenko | TKO (coups de poing)                      | 2H2H 13: Russie contre le reste du monde        | 6 avril 2003      | 1     | 6:57  | Saint-Pétersbourg, Russie              | |
| Défaite    | 4–1–1       | Bob Schrijber        | KO (coups de poing)                       | 2H2H 11: Simply the Best                        | 16 mars 2003      | 1     | 4:04  | Rotterdam, Pays-Bas                    | |
| Victoire   | 4–0–1       | Mika Ilmén           | KO (coups de poing)                       | It's Showtime – As Usual / Battle Time          | 29 septembre 2002 | 1     | 0:35  | Haarlem, Pays-Bas                      | |
| Victoire   | 3–0–1       | Paul Cahoon          | TKO (arrêt du coin)                       | 2002 Rings Holland: The Kings of the Magic Ring | 2 juin 2002       | 2     | 2:07  | Amsterdam, Pays-Bas                    | |
| Victoire   | 2–0–1       | Husein Cift          | KO (coups de poing)                       | Hoogwoud Free Fight Gala                        | 15 décembre 2001  | 1     | 1:50  | Hoogwoud, Pays-Bas                     | |
| Égalité    | 1–0–1       | Rodney Glunder       | Égalité                                   | 1999 Rings Holland: The Kings of the Magic Ring | 20 juin 1999      | 2     | 5:00  | Utrecht, Pays-Bas                      | |
| Victoire   | 1–0         | Jordy Jonkers        | TKO (palm strike)                         | Battle of Amstelveen II                         | 2 décembre 1995   | 2     | 3:37  | Amstelveen, Pays-Bas                   | |